# فريدريك لونغ
فريدريك لونغ (بالإنجليزية: Frederick Long)‏ (14 أغسطس 1815 - 8 أبريل 1903) هو لاعب كريكت بريطاني (وحمل سابقاً جنسية المملكة المتحدة لبريطانيا العظمى وأيرلندا).